# Vinagre y rosas
Vinagre y rosas és el dinovè disc de Joaquín Sabina, que va sortir a la venda el 2009 i del qual se n'han venut 120.000 exemplars. Les de la cançons "Tiramisú de limón" i "Embustera" han estat produïdes pel grup musical Pereza.

## Llista de cançons
1. «Tiramisú de limón»
2. «Viudita de Clicquot»
3. «Cristales de Bohemia»
4. «Parte metereológico»
5. «Ay! Carmela»
6. «Virgen de la Amargura»
7. «Agua pasada»
8. «Vinagre y rosas»
9. «Embustera»
10. «Nombres impropios»
11. «Menos dos alas»
12. «Crisis»
13. «Blues del alambique»

Bonus track: «Violetas para Violeta»
L'àlbum es publica simultàniament en dos formats diferents: en edició llibre-CD, que inclou dibuixos i textos de Joaquín Sabina, i en edició CD estàndard.